# Vilhelm von Rosen
 For alternative betydninger, se Wilhelm von Rosen (flertydig). (Se også artikler, som begynder med Wilhelm von Rosen)
Wilhelm (Vilhelm) Carl Wiborg von Rosen (11. maj 1854 i København – 26. april 1924) var en dansk officer, bror til Marie og C.F. von Rosen.
Han var søn af major Sigismund von Rosen og hustru Franzisca født Wiborg, blev sekondløjtnant 1876, premierløjtnant 1881, kaptajn 1895 ved 17. Bataljon, og tog afsked fra Hæren i 1906. Han var direktør for Det internationale Sovevognsselskabs  afdeling i København, blev Ridder af Dannebrog 8. april 1902 og bar udenlandske ordener. Han var ugift.